# Любовка (Люботин)
Любовка — западный район города Люботина Харьковской области. Название «Любовка» произошло от фамилии пана Любицкого, имеющего имение к северу от Любовки. Позже Любовкой называлась территория, окружающая бывшее имение. Позже была построена железнодорожная остановка «Любовка», южнее Любовки, на территории, называемой «Зверяковка». «Зверяковка» первоначально была малонаселенной, но после строительства остановки стала заселяться, постепенно название «Зверяковка» исчезло из обихода, заменившись названием Любовка. Сейчас Любовка представляет собой окраину города Люботин. В Любовке работает школа, несколько магазинов, регулярно курсируют автобусы по маршруту Харьков-Любовка, имеется железнодорожная станция Любовка.

Любовка
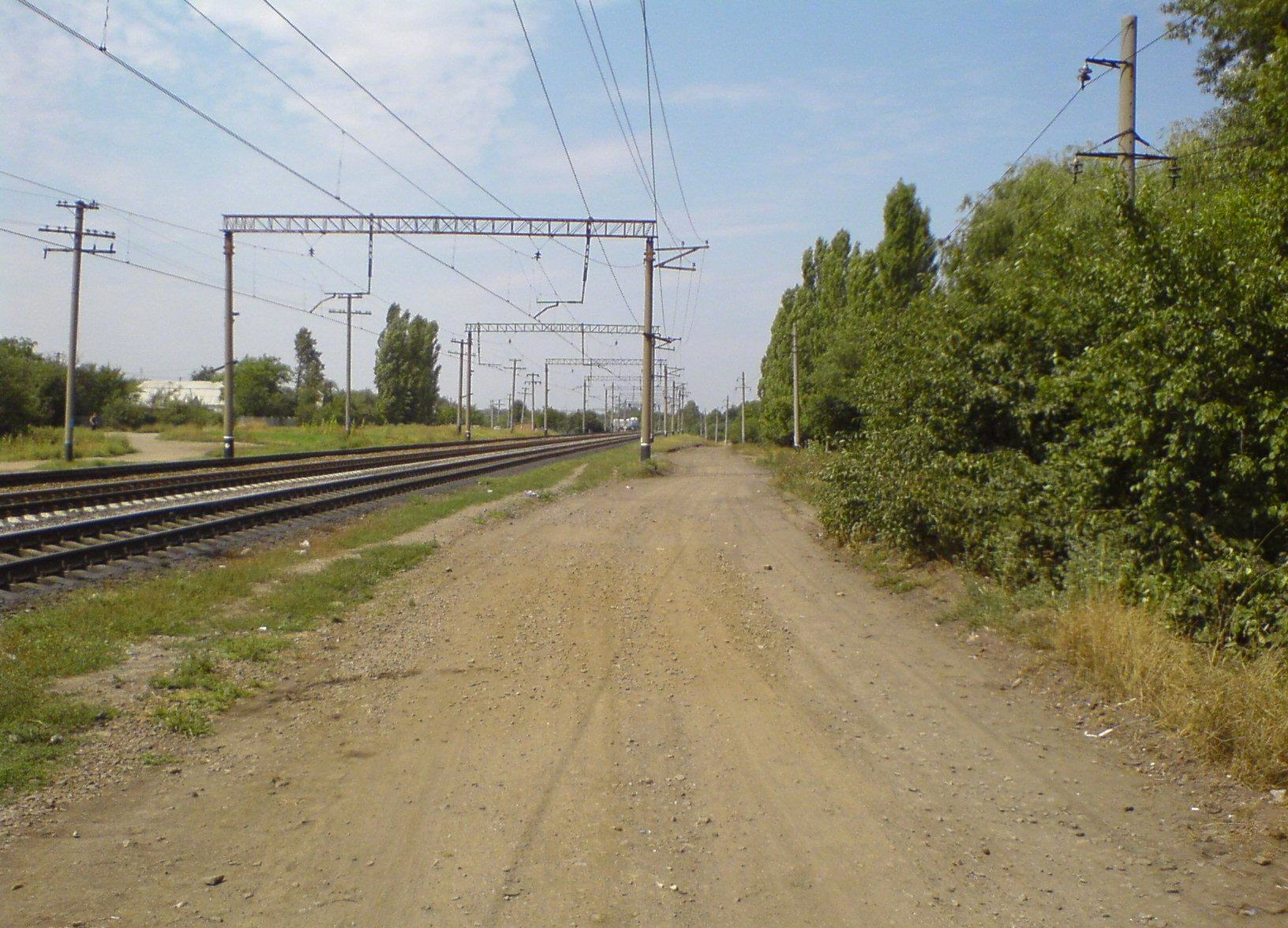
Дорога с Люботина на Любовку
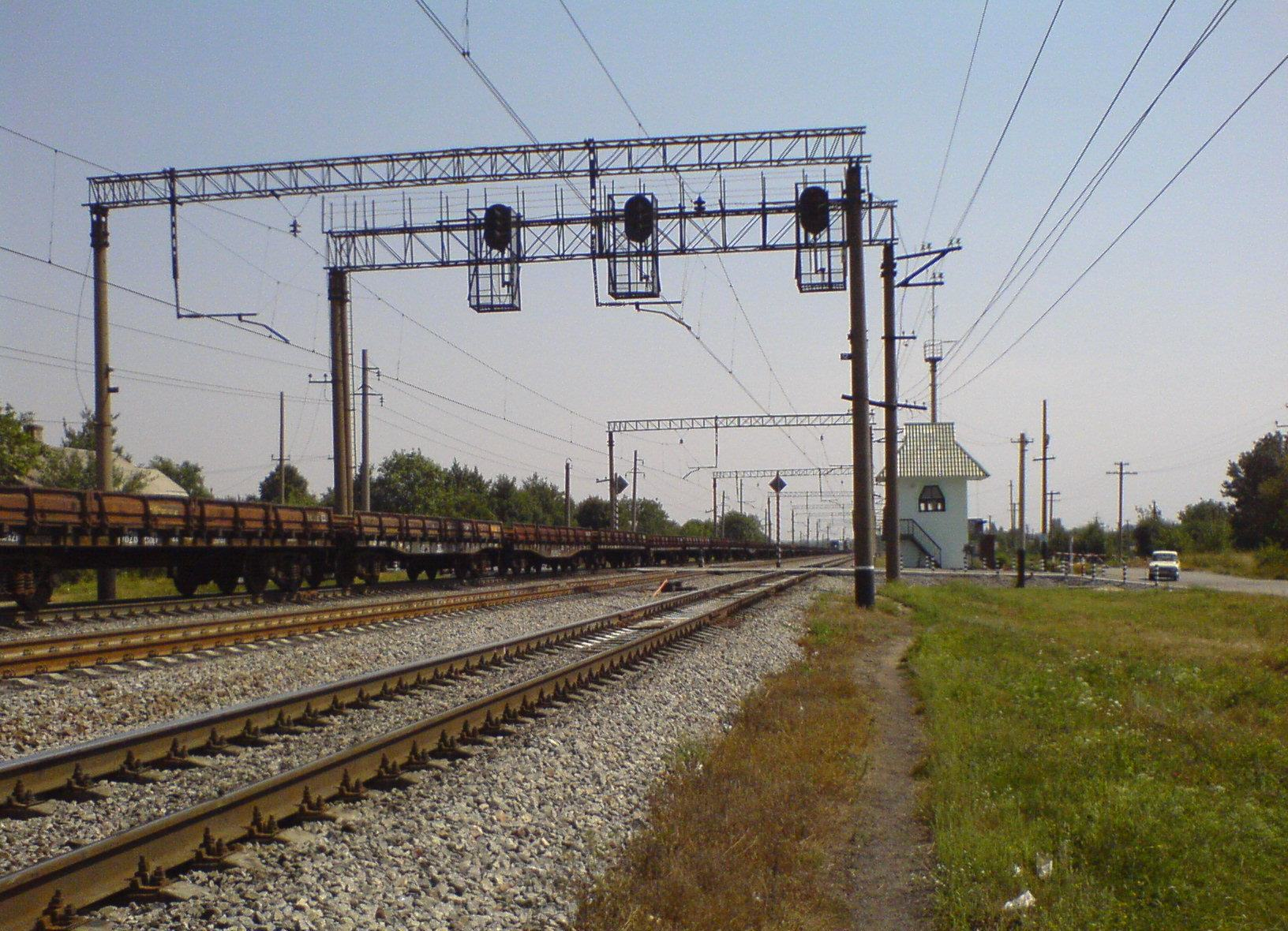
Железнодорожный переезд

## Любовский лесопарк
Первые деревья любовского лесопарка были посажены в ранние послевоенные годы. Среди деревьев доминируют дуб, клён, липа, акация, берёза. В годы ВОВ в лесу, на поляне Партизанка было расстреляно несколько десятков советских солдат, останки которых впоследствии были перевезены на братские могилы города. В парке в советское время в парке располагался лагерь «Ласточка». В парке есть несколько родников, вокруг которых образовалось болото(Правый приток реки Люботинка), которое в последнее время всё более расширяется. В настоящее время парк заполнен мусором, так как на его территории действует несколько стихийных свалок.
|                       |  |                   |  |                             |
| В Любовском лесопарке |  | Поляна Партизанка |  | Берёзки на опушке лесопарка |